# 야스타케촌
야스타케촌(安武村)은 일본 후쿠오카현 미즈마군에 설치되었던 촌이다. 현재의 구루메시의 일부에 해당한다.